# 弘前ラジオ中継局
弘前ラジオ中継局（ひろさきラジオちゅうけいきょく）は、青森県弘前市にあるNHK青森放送局と青森放送（RAB）のAMラジオ放送中継局の総称。送信施設としての名称はNHKが「藤代ラジオ中継放送所」、RABが「弘前ラジオ放送所」であるが、ここでは便宜上、一括して｢弘前ラジオ中継局｣として記す。

## 所在地
- NHK…弘前市藤代字広田3番1号
- RAB…弘前市宮川1丁目3番2号

## サービスエリア
- 弘前市・黒石市・平川市・藤崎町・鶴田町・板柳町・大鰐町・田舎館村・西目屋村全域。青森市の旧浪岡町域。つがる市・五所川原市・中泊町・鰺ヶ沢町の一部。

## 中継局概要
| 放送局名             | 呼出符号 | 周波数  | 出力 | 放送対象地域 | 放送区域内世帯数 | 開局日         |
| -------------------- | -------- | ------- | ---- | ------------ | ---------------- | -------------- |
| NHK青森ラジオ第1放送 | なし     | 846kHz  | 500W | 青森県       | 約17万5千世帯    | 1938年5月29日  |
| NHK青森ラジオ第2放送 | なし     | 1467kHz | 500W | 全国放送     | 約17万5千世帯    | 1950年4月25日  |
| RAB青森放送          | JOGE     | 1215kHz | 500W | 青森県       | 約16万世帯       | 1956年12月20日 |

- NHKの放送局としての名称は、NHK弘前放送局（中継局は通称）である。
- NHKの呼出符号は、第1放送がJORG、第2放送がJORCであったが、1991年に廃止された。
- NHKの法令上の放送対象区域は、上記の通りであるが、秋田県の一部も放送エリアに入っている[要出典]。

## その他
- RAB弘前ラジオ中継局は、1995年9月まで1062kHz・出力100Wで送信しており、1985年8月1日から1995年9月まで、テレホンサービスでラジオ放送を聴くことができた[要出典]。